# Асимптота
Асимптота је права линија или крива A којој се друга крива B (она коју проучавамо) приближава све ближе како идемо дуж ње. Како се крећемо дуж B, раздаљина између ње и асимптоте A тежи да постаје све мања и мање. Крива може али не мора да додирне своју асимптоту. У ствари, крива може да пресече асимптоту бесконачан број пута, али њено максимално одступање од асимптоте се смањује.

## Асимптоте и графици функција
Асимптоте се формално дефинишу помоћу лимеса. 
Нека је f функција. Тада је права y = a хоризонтална асимптота за f ако
{\displaystyle \lim _{x\to \infty }f(x)=a}, или {\displaystyle \lim _{x\to -\infty }f(x)=a.}
Интуитивно, ово значи да f(x) може прићи произвољно близу a ако x учинимо довољно великим. Колико велико је довољно велико зависи од тога колико близу желимо да буду f(x) и a. Ово значи да ће далеко дуж криве, крива бити врло близу праве.
Уколико је
{\displaystyle \lim _{x\to \infty }f(x)=a}, и {\displaystyle \lim _{x\to -\infty }f(x)=b}
онда граф функције f има две хоризонталне асимптоте: y = a и y = b. Пример такве функције је аркустангенс.
Права x = a је вертикална асимптота функције f ако било који од следећих услова важи:
1. {\displaystyle \lim _{x\to a^{-}}f(x)=\pm \infty }
2. {\displaystyle \lim _{x\to a^{+}}f(x)=\pm \infty }

Интуитивно, ако је x = a асимптота за f, онда ако x прилази a са једне стране, вредност f(x) расте без ограничења; тј, f(x) постаје врло велико (позитивно или негативно), и, у ствари, постаје веће од било које задате вредности.
Специфичан пример асимптота се може наћи код графика функције f(x) = 1/x, код кога се јављају две асимптоте: хоризонтална: y = 0 и вертикална: x = 0. 
f(x) може али не мора бити дефинисано у тачки a: шта се са функцијом дешава тачно у тачки x = a се не тиче асимптоте. На пример, размотримо функцију
{\displaystyle f(x)={\begin{cases}{\frac {1}{x}}&{\mbox{, }}x>0,\\5&{\mbox{,  }}x\leq 0\end{cases}}}
Како {\displaystyle \lim _{x\to 0^{+}}f(x)=\infty }, f(x) има вертикалну асимптоту у 0, иако је {\displaystyle f(0)=5}.
Асимптоте графика функције не морају да буду паралелне x или y оси, као што се може видети на графику f(x)=x&nbsp;+1/x, 
који има за асимптоте y осу, и праву y&nbsp;=&nbsp;x.
Када асимптота није паралелна x или y оси, онда се она назива коса асимптота.
Ако је y = mx + b, било која не-вертикална права, онда функција f(x) има асимптоту у њој ако
{\displaystyle \lim _{x\to \infty }f(x)-(mx+b)=0}, или {\displaystyle \lim _{x\to -\infty }f(x)-(mx+b)=0}

## Друга значења
За функцију f(x) се може рећи да је асимптотска функцији g(x) када x&nbsp;→&nbsp;∞. Ово може да има неко од следећа четири различита значења:
1. има лимес различит од нуле.
2. је ограничено и не тежи нули. Види нотација великог O.